# Иванов, Анатолий Викторович
Анатолий Викторович Иванов (20 марта 1972, Псков) — российский футболист, вратарь.
Выступал в командах первого и второго дивизионов России «Звезда» Иркутск (1993—1996, 2002), «Металлург» Липецк (1997, 1999—2000), «Лада-Тольятти-ВАЗ» (1997), «Газовик-Газпром» Ижевск (1998) «Химки» (2001), «Динамо» Ставрополь (2003), «Псков-2000» (2004—2005), «Петротрест» СПб (2006), «Динамо» СПб (2007), «Псков-747» (2008—2010).
Всего провёл в первом дивизионе 198 игр, во втором — 89. Трижды играл в 1/8 Кубка России. В розыгрыше 1994/95 в составе иркутской «Звезды» против «Спартака» Владикавказ (0:3), в розыгрышах 1999/2000 и 2000/01 в составе липецкого «Металлурга» соответственно против «Динамо» Ставрополь (4:0) и «Крыльев Советов» (0:3).
Последний полноценный сезон провёл в 2008 году — 16 матчей. В 2009 году сыграл один матч, в 2010 — два. В сезонах 2011/12 — 2013/14 включался в заявку «Пскова-747», но на поле не выходил, работая тренером вратарей (официально — с сезона 2014/15).